# جون وينتيرز
جون وينتيرز (بالإنجليزية: John Winters)‏ هو لاعب كرة قدم بريطاني، ولد في 24 أكتوبر 1960 في Wisbech ‏ في المملكة المتحدة. لعب مع نادي بيتربورو يونايتد.